# Masalia latinigra
Masalia latinigra là một loài bướm đêm trong họ Noctuidae.